# Campeonato Mundial de Baloncesto Femenino Sub-17 de 2022
El VII Campeonato Mundial de Baloncesto Femenino Sub-17 se celebró en Debrecen, Hungría entre el 9 y el 17 de julio de 2022 bajo la organización de la Federación Internacional de Baloncesto.
Estados Unidos obtuvo su quinto título tras la victoria en la final sobre España, mientras que Francia obtuvo la medalla de bronce.
Para ser elegibles para participar en esta competición, las jugadoras tenían que haber nacido después del 1 de enero de 2005.

## Clasificados
| Competición                                      | Fecha                   | Sede     | Plazas | Clasificados                                    |
| ------------------------------------------------ | ----------------------- | -------- | ------ | ----------------------------------------------- |
| País anfitrión                                   | 31 de enero de 2020     | Mies     | 1      | Hungría                                         |
| Campeonato FIBA Europa Femenino Sub-16 de 2021   | 9-16 de agosto de 2021  | Varios   | 5      | Francia Alemania Rusia1 Eslovenia España Serbia |
| Campeonato FIBA Américas Femenino Sub-16 de 2021 | 23-29 de agosto de 2021 | León     | 4      | Estados Unidos Canadá México Argentina          |
| Campeonato FIBA África Femenino Sub-16 de 2021   | 7-15 de julio de 2021   | El Cairo | 2      | Malí Egipto                                     |
| Campeonato FIBA Asia Femenino Sub-16 de 2022     | 24-30 de junio de 2022  | Amán     | 4      | Australia Japón Corea del Sur Nueva Zelanda     |
| TOTAL                                            |                         |          | 16     |                                                 |

1 Rusia fue excluida debido a la invasión rusa de Ucrania de 2022 y fue reemplazada por Serbia.

## Organización

### Sedes
| Debrecen         | Debrecen               | Debrecen |
| Főnix Aréna      | Oláh Gábor Sports Hall | Debrecen |
| Capacidad: 8 500 | Capacidad: 1 500       | Debrecen |
|                  |                        | Debrecen |

## Fase de grupos
Todos los horarios corresponden al huso horario local (GMT+2)

### Sistema de competencia
Fase de grupos
Los 16 equipos participantes están divididos en 4 grupos (A, B, C, y D) compuestos por 4 equipos cada uno de ellos. Cada equipo jugará contra el resto de equipos de su propio grupo (un total de 3 partidos para cada equipo).
Fase Final
Todos los equipos se clasifican para la ronda de octavos de final, en la cual se enfrentarán de forma cruzada entre los Grupos A, B, C y D (A1 - B4, A2 - B3, etc.). Los ganadores de octavos de final avanzan a la ronda de cuartos de final, mientras que los no clasificados pasarán a jugar los partidos de clasificación para las posiciones entre 9-16.

### Grupo A
|   | Equipo   | Pts | PG | PP | PF  | PC  | Dif  |
| - | -------- | --- | -- | -- | --- | --- | ---- |
| 1 | Hungría  | 6   | 3  | 0  | 205 | 130 | 75   |
| 2 | Bélgica1 | 5   | 2  | 1  | 191 | 155 | 36   |
| 3 | Japón    | 4   | 1  | 2  | 189 | 179 | 10   |
| 4 | México   | 3   | 0  | 3  | 119 | 240 | −121 |

1 Bélgica reemplazó a Serbia, quien había reemplazado previamente a Rusia.

| 9 de julio | Hungría                                                    | 55–39                               | Bélgica                                                         | Debrecen                                                                                                |  |
| 17:30      | Parciales: 13-7, 15-12, 12-8, 15-12                        | Parciales: 13-7, 15-12, 12-8, 15-12 | Parciales: 13-7, 15-12, 12-8, 15-12                             | |  |
|            | Estadísticas Toman 15 Aho, Kastl 9 Bajzáth 6 Aho, Toman 16 | Reporte Pts Reb Asts Val            | Estadísticas 12 Bruyndoncx 12 Mukeba-Kasanda 3 Bayart 14 Bayart | Pabellón: Főnix Aréna Asistencia: 150 espectadores Árbitros: Felipe Ibarra Diego Chiconato Marion Ortis |  |

| 9 de julio | México                                                    | 40–77                               | Japón                                                       | Debrecen |  |
| 19:30      | Parciales: 14-25, 5-20, 7-16, 14-16                       | Parciales: 14-25, 5-20, 7-16, 14-16 | Parciales: 14-25, 5-20, 7-16, 14-16                         | |  |
|            | Estadísticas Cardona, Yáñez 8 Yáñez 16 Zazueta 3 Yáñez 13 | Reporte Pts Reb Asts Val            | Estadísticas 14 Sasaki 12 Oue 4 Kadowaki, Shimoda 23 Sasaki | Pabellón: Oláh Gábor Sports Hall Asistencia: 35 espectadores Árbitros: Michał Proc Norval Alfanscio Young Micaela Prado |  |

| 10 de julio | Japón                                           | 55–79                                 | Hungría                                                 | Debrecen |  |
| 17:30       | Parciales: 18-19, 11-24, 15-17, 11-19           | Parciales: 18-19, 11-24, 15-17, 11-19 | Parciales: 18-19, 11-24, 15-17, 11-19                   | |  |
|             | Estadísticas Higashi 17 Oue 6 Yagi 3 Higashi 13 | Reporte Pts Reb Asts Val              | Estadísticas 23 Toman 7 Kastl, Strausz 7 Aho 23 Strausz | Pabellón: Főnix Aréna Asistencia: 100 espectadores Árbitros: Beniamino Manuel Attard Alan dos Santos Jacquiline Dover |  |

| 10 de julio | Bélgica                                                                       | 92–43                               | México                                                       | Debrecen                                                                                                   |  |
| 20:00       | Parciales: 22-11, 11-17, 31-9, 28-6                                           | Parciales: 22-11, 11-17, 31-9, 28-6 | Parciales: 22-11, 11-17, 31-9, 28-6                          | |  |
|             | Estadísticas Bruyndoncx 20 Bayart, Mukeba-Kasanda 9 Courthiau 7 Bruyndoncx 29 | Reporte Pts Reb Asts Val            | Estadísticas 12 Navarro 5 Cardona 2 Mejia, Mendoza 9 Navarro | Pabellón: Főnix Aréna Asistencia: 70 espectadores Árbitros: Carsten Straube Vladimir Jevtović Aline García |  |

| 12 de julio | México                                          | 36–71                                | Hungría                                          | Debrecen                                                                                               |  |
| 17:30       | Parciales: 5-13, 10-20, 10-13, 11-25            | Parciales: 5-13, 10-20, 10-13, 11-25 | Parciales: 5-13, 10-20, 10-13, 11-25             | |  |
|             | Estadísticas Zazueta 14 Mora 6 Navarro 3 Mora 7 | Reporte Pts Reb Asts Val             | Estadísticas 14 Gábor 8 Toman 7 Bajzáth 23 Gábor | Pabellón: Főnix Aréna Asistencia: 280 espectadores Árbitros: Blaž Zupančič Jacquiline Dove Ji Youn Lee |  |

| 12 de julio | Bélgica                                                                              | 60–57                                | Japón                                          | Debrecen |  |
| 17:30       | Parciales: 11-23, 20-11, 13-14, 16-9                                                 | Parciales: 11-23, 20-11, 13-14, 16-9 | Parciales: 11-23, 20-11, 13-14, 16-9           | |  |
|             | Estadísticas Daelemans, Bayart 15 Mukeba-Kasanda 9 Bruyndoncx 5 Daelemans, Bayart 20 | Reporte Pts Reb Asts Val             | Estadísticas 22 Ueno 10 Yagi 3 Mitsugi 21 Yagi | Pabellón: Oláh Gábor Sports Hall Asistencia: 0 espectadores Árbitros: Kristian Páez Waseem Husainy Diego Chiconato |  |

### Grupo B
|   | Equipo    | Pts | PG | PP | PF  | PC  | Dif  |
| - | --------- | --- | -- | -- | --- | --- | ---- |
| 1 | Francia   | 6   | 3  | 0  | 268 | 157 | 111  |
| 2 | Eslovenia | 5   | 2  | 1  | 216 | 219 | −3   |
| 3 | Australia | 4   | 1  | 2  | 213 | 208 | 5    |
| 4 | Argentina | 3   | 0  | 3  | 124 | 237 | −113 |

| 9 de julio | Australia                                                   | 81–87 (Pr.)                                        | Eslovenia                                          | Debrecen |  |
| 12:00      | Parciales: 21-19, 20-15, 16-16, 17-24 (T.E.: 7-13)          | Parciales: 21-19, 20-15, 16-16, 17-24 (T.E.: 7-13) | Parciales: 21-19, 20-15, 16-16, 17-24 (T.E.: 7-13) | |  |
|            | Estadísticas Shiels 18 Juffermans 15 Shiels 8 Juffermans 23 | Reporte Pts Reb Asts Val                           | Estadísticas 20 Sivka 9 Bartelme 5 Zitek 24 Sivka  | Pabellón: Oláh Gábor Sports Hall Asistencia: 40 espectadores Árbitros: Esperanza Mendoza Aya Khaled Ahmed Özge Şentürk |  |

| 9 de julio | Francia                                               | 98–35                              | Argentina                                                        | Debrecen |  |
| 14:30      | Parciales: 26-9, 27-9, 23-12, 22-5                    | Parciales: 26-9, 27-9, 23-12, 22-5 | Parciales: 26-9, 27-9, 23-12, 22-5                               | |  |
|            | Estadísticas Malonga 21 Malonga 10 Ferre 6 Malonga 28 | Reporte Pts Reb Asts Val           | Estadísticas 7 Giacone, López, Maggi 4 Amaya 3 López 5 Hentschel | Pabellón: Oláh Gábor Sports Hall Asistencia: 50 espectadores Árbitros: Waseem Husainy Péter Praksch Mbaye Seye |  |

| 10 de julio | Argentina                                                       | 44–66                                | Australia                                              | Debrecen                                                                                          |  |
| 12:30       | Parciales: 12-19, 9-12, 11-14, 12-21                            | Parciales: 12-19, 9-12, 11-14, 12-21 | Parciales: 12-19, 9-12, 11-14, 12-21                   |                                                                                                   |  |
|             | Estadísticas López 12 López 10 Alma Bourgarel, López 5 López 14 | Reporte Pts Reb Asts Val             | Estadísticas 11 Clark 11 Juffermans 5 Petrie 16 Hanson | Pabellón: Főnix Aréna Asistencia: 50 espectadores Árbitros: Michał Proc Blaž Zupančič Ji Youn Lee |  |

| 10 de julio | Eslovenia                                                        | 56–93                                | Francia                                                        | Debrecen |  |
| 15:00       | Parciales: 9-22, 21-26, 14-25, 12-20                             | Parciales: 9-22, 21-26, 14-25, 12-20 | Parciales: 9-22, 21-26, 14-25, 12-20                           | |  |
|             | Estadísticas Valancic 11 Marolt 7 Bartelme 8 Bartelme, Marolt 10 | Reporte Pts Reb Asts Val             | Estadísticas 19 Cleante 7 Angloma, Malonga 6 Dursus 23 Cleante | Pabellón: Főnix Aréna Asistencia: 100 espectadores Árbitros: Gvidas Gedvilas Norval Alfanscio Young James Griguol |  |

| 12 de julio | Argentina                                              | 45–73                                | Eslovenia                                                           | Debrecen |  |
| 12:30       | Parciales: 8-21, 14-14, 10-17, 13-21                   | Parciales: 8-21, 14-14, 10-17, 13-21 | Parciales: 8-21, 14-14, 10-17, 13-21                                | |  |
|             | Estadísticas Giacone 14 Fontana 7 Giacone 3 Giacone 19 | Reporte Pts Reb Asts Val             | Estadísticas 11 Zitek, Bartelme 11 Bartelme 11 Bartelme 22 Bartelme | Pabellón: Oláh Gábor Sports Hall Asistencia: 40 espectadores Árbitros: Carsten Straube Sofi Si Youcefane Kumiko Kumagai |  |

| 12 de julio | Australia                                                       | 66–77                                 | Francia                                                        | Debrecen                                                                                              |  |
| 12:30       | Parciales: 17-21, 12-23, 18-18, 19-15                           | Parciales: 17-21, 12-23, 18-18, 19-15 | Parciales: 17-21, 12-23, 18-18, 19-15                          | |  |
|             | Estadísticas Petrie 15 Laditan, Juffermans 8 Shiels 4 Betson 11 | Reporte Pts Reb Asts Val              | Estadísticas 22 Dursus 10 Malonga 4 Cleante, Malonga 26 Dursus | Pabellón: Főnix Aréna Asistencia: 50 espectadores Árbitros: Felipe Ibarra Jelena Smiljanic Mbaye Seye |  |

### Grupo C
|   | Equipo        | Pts | PG | PP | PF  | PC  | Dif |
| - | ------------- | --- | -- | -- | --- | --- | --- |
| 1 | España        | 6   | 3  | 0  | 238 | 157 | 81  |
| 2 | Canadá        | 5   | 2  | 1  | 216 | 162 | 54  |
| 3 | Egipto        | 4   | 1  | 2  | 167 | 226 | −59 |
| 4 | Corea del Sur | 3   | 0  | 3  | 183 | 259 | −76 |

| 9 de julio | Egipto                                                 | 75–73                                | Corea del Sur                                                | Debrecen                                                                                                   |  |
| 12:30      | Parciales: 17-12, 9-21, 28-18, 21-22                   | Parciales: 17-12, 9-21, 28-18, 21-22 | Parciales: 17-12, 9-21, 28-18, 21-22                         | |  |
|            | Estadísticas Sallman 27 Sallman 12 Elalfy 4 Sallman 34 | Reporte Pts Reb Asts Val             | Estadísticas 20 Kim Sol 6 Y. Heo, J. Seo 7 Y. Heo 16 Kim Sol | Pabellón: Főnix Aréna Asistencia: 10 espectadores Árbitros: Gvidas Gedvilas James Griguol Jacquiline Dover |  |

| 9 de julio | Canadá                                                         | 57–60                                | España                                          | Debrecen                                                                                               |  |
| 15:00      | Parciales: 15-17, 16-18, 11-16, 15-9                           | Parciales: 15-17, 16-18, 11-16, 15-9 | Parciales: 15-17, 16-18, 11-16, 15-9            | |  |
|            | Estadísticas Prosper 14 Fournier 15 Gibb, Prosper 3 Prosper 20 | Reporte Pts Reb Asts Val             | Estadísticas 12 Martín 8 Fam 8 Martín 19 Martín | Pabellón: Főnix Aréna Asistencia: 50 espectadores Árbitros: Carsten Straube Alan dos Santos Amal Dahra |  |

| 10 de julio | Corea del Sur                                             | 58–92                                 | Canadá                                                 | Debrecen |  |
| 12:00       | Parciales: 12-20, 16-26, 13-27, 17-19                     | Parciales: 12-20, 16-26, 13-27, 17-19 | Parciales: 12-20, 16-26, 13-27, 17-19                  | |  |
|             | Estadísticas Y. Heo 11 J. Seo 4 M. Cho, H. Ko 3 C. Kim 12 | Reporte Pts Reb Asts Val              | Estadísticas 32 Fournier 17 Fournier 8 Gibb 46 Fornier | Pabellón: Oláh Gábor Sports Hall Asistencia: 35 espectadores Árbitros: Jelena Smiljanic Péter Praksch Marion Ortis |  |

| 10 de julio | España                                       | 86–48                                | Egipto                                                                          | Debrecen                                                                                                   |  |
| 14:30       | Parciales: 18-10, 22-6, 26-18, 20-14         | Parciales: 18-10, 22-6, 26-18, 20-14 | Parciales: 18-10, 22-6, 26-18, 20-14                                            | |  |
|             | Estadísticas Viegas 15 Fam 9 Martín 6 Fam 20 | Reporte Pts Reb Asts Val             | Estadísticas 15 Elalfy 5 Sallman, M. Ahmed, Elalfy 3 Khorshed 9 Sallman, Elalfy | Pabellón: Oláh Gábor Sports Hall Asistencia: 45 espectadores Árbitros: Kristian Páez Amal Dahra Mbaye Seye |  |

| 12 de julio | Egipto                                                             | 44–67                               | Canadá                                                         | Debrecen |  |
| 15:00       | Parciales: 6-17, 20-15, 11-14, 7-21                                | Parciales: 6-17, 20-15, 11-14, 7-21 | Parciales: 6-17, 20-15, 11-14, 7-21                            | |  |
|             | Estadísticas Elalfy 15 Sallman, M. Ahmed 8 Elshebshery 3 Elalfy 13 | Reporte Pts Reb Asts Val            | Estadísticas 13 Fournier 14 Prosper, Fournier 5 Prawl 23 Prawl | Pabellón: Oláh Gábor Sports Hall Asistencia: 42 espectadores Árbitros: Beniamino Manuel Attard Micaela Prado Marek Kúkelčík |  |

| 12 de julio | España                                                       | 92–52                                 | Corea del Sur                                  | Debrecen                                                                                                   |  |
| 15:00       | Parciales: 22-19, 17-13, 29-10, 24-10                        | Parciales: 22-19, 17-13, 29-10, 24-10 | Parciales: 22-19, 17-13, 29-10, 24-10          | |  |
|             | Estadísticas Viegas, Mata 13 Mata 11 Conesa 6 Calvo, Mata 19 | Reporte Pts Reb Asts Val              | Estadísticas 19 H. Ko 9 H. Ko 8 H. Ko 23 H. Ko | Pabellón: Főnix Aréna Asistencia: 40 espectadores Árbitros: Gvidas Gedvilas Vladimir Jevtović Aline García |  |

### Grupo D
|   | Equipo         | Pts | PG | PP | PF  | PC  | Dif |
| - | -------------- | --- | -- | -- | --- | --- | --- |
| 1 | Estados Unidos | 6   | 3  | 0  | 266 | 123 | 143 |
| 2 | Alemania       | 5   | 2  | 1  | 163 | 165 | −2  |
| 3 | Nueva Zelanda  | 4   | 1  | 2  | 130 | 228 | −98 |
| 4 | Malí           | 3   | 0  | 3  | 151 | 194 | −43 |

| 9 de julio | Alemania                                               | 68–35                                | Nueva Zelanda                                                                           | Debrecen |  |
| 17:00      | Parciales: 12-4, 13-10, 20-10, 23-11                   | Parciales: 12-4, 13-10, 20-10, 23-11 | Parciales: 12-4, 13-10, 20-10, 23-11                                                    | |  |
|            | Estadísticas Soltau 14 Rolf 13 Byvatov, Rolf 2 Rolf 17 | Reporte Pts Reb Asts Val             | Estadísticas 9 Pateman 8 Taulelei, Cameron, Williams 2 Lacey-Rameka, Taulelei 7 Pateman | Pabellón: Oláh Gábor Sports Hall Asistencia: 38 espectadores Árbitros: Beniamino Manuel Attard Marek Kúkelčík Aline García |  |

| 9 de julio | Estados Unidos                                            | 78–49                                 | Malí                                                                  | Debrecen                                                                                                  |  |
| 20:00      | Parciales: 25-13, 25-15, 10-10, 18-11                     | Parciales: 25-13, 25-15, 10-10, 18-11 | Parciales: 25-13, 25-15, 10-10, 18-11                                 | |  |
|            | Estadísticas Randolph 12 Booker 9 Williams 5 MRandolph 13 | Reporte Pts Reb Asts Val              | Estadísticas 14 Toure 8 Toure 2 Berthe, Samake, Mama Doumbia 18 Toure | Pabellón: Főnix Aréna Asistencia: 80 espectadores Árbitros: Kristian Páez Jelena Smiljanic Kumiko Kumagai |  |

| 10 de julio | Malí                                                           | 44–55                              | Alemania                                       | Debrecen |  |
| 17:00       | Parciales: 6-8, 9-15, 14-21, 15-11                             | Parciales: 6-8, 9-15, 14-21, 15-11 | Parciales: 6-8, 9-15, 14-21, 15-11             | |  |
|             | Estadísticas Coulibaly 13 Toure 8 Samassekou 3 Mama Doumbia 13 | Reporte Pts Reb Asts Val           | Estadísticas 15 Rolf 14 Rolf 3 Scheu 16 Djuela | Pabellón: Oláh Gábor Sports Hall Asistencia: 40 espectadores Árbitros: Esperanza Mendoza Waseem Husainy Micaela Prado |  |

| 10 de julio | Nueva Zelanda                                          | 34–102                             | Estados Unidos                                                              | Debrecen |  |
| 19:30       | Parciales: 12-12, 9-23, 5-28, 8-39                     | Parciales: 12-12, 9-23, 5-28, 8-39 | Parciales: 12-12, 9-23, 5-28, 8-39                                          | |  |
|             | Estadísticas Jones 13 Tamilo 7 Leger-Walker 2 Jones 10 | Reporte Pts Reb Asts Val           | Estadísticas 16 Hidalgo 10 Cunningham 3 Randolph, Hidalgo, Cheli 22 Hidalgo | Pabellón: Oláh Gábor Sports Hall Asistencia: 0 espectadores Árbitros: Felipe Ibarra Aya Khaled Ahmed Sofiane Si Youcef |  |

| 12 de julio | Alemania                                          | 40–86                               | Estados Unidos                                                  | Debrecen                                                                                                  |  |
| 20:00       | Parciales: 7-21, 12-26, 9-16, 12-23               | Parciales: 7-21, 12-26, 9-16, 12-23 | Parciales: 7-21, 12-26, 9-16, 12-23                             | |  |
|             | Estadísticas Soltau 19 Soltau 8 Scheu 3 Soltau 20 | Reporte Pts Reb Asts Val            | Estadísticas 14 Cunningham 10 Watkins 5 Cambridge 19 Cunningham | Pabellón: Főnix Aréna Asistencia: 100 espectadores Árbitros: Esperanza Mendoza James Griguol Özge Şentürk |  |

| 12 de julio | Malí                                                | 58–61                                | Nueva Zelanda                                                | Debrecen |  |
| 20:00       | Parciales: 18-10, 6-13, 22-18, 12-20                | Parciales: 18-10, 6-13, 22-18, 12-20 | Parciales: 18-10, 6-13, 22-18, 12-20                         | |  |
|             | Estadísticas Berthe 16 Sarr 12 Samassekou 5 Sarr 18 | Reporte Pts Reb Asts Val             | Estadísticas 18 Cameron 15 Ramilo 6 Brown 20 Cameron, Tamilo | Pabellón: Oláh Gábor Sports Hall Asistencia: 0 espectadores Árbitros: Michał Proc Péter Praksch Marion Ortis |  |

## Cuadro final
Todos los horarios corresponden al huso horario local (GMT+2)
|  | Octavos de final | Octavos de final |                |           | Cuartos de final | Cuartos de final |  |        | Semifinales | Semifinales |        |                | Final        | Final       |  |
|  | 13 de julio      | 13 de julio      |                |           | 15 de julio      | 15 de julio      |  |        | 16 de julio | 16 de julio |        |                | 17 de julio  | 17 de julio |  |
|  |                  |                  |                |           |                  |                  |  |        |             |             |        |                |              |             |  |
|  |                  |                  |                |           |                  |                  |  |        |             |             |        |                |              |             |  |
|  | Hungría          | 82               |                |           |                  |                  |  |        |             |             |        |                |              |             |  |
|  | Hungría          | 82               |                |           |                  |                  |  |        |             |             |        |                |              |             |  |
|  | Argentina        | 53               |                |           |                  |                  |  |        |             |             |        |                |              |             |  |
|  | Argentina        | 53               |                | Hungría   | 49               |                  |  |        |             |             |        |                |              |             |  |
|  |                  |                  |                | Hungría   | 49               |                  |  |        |             |             |        |                |              |             |  |
|  |                  |                  | Canadá         | 70        |                  |                  |  |        |             |             |        |                |              |             |  |
|  | Canadá           | 70               | Canadá         | 70        |                  |                  |  |        |             |             |        |                |              |             |  |
|  | Canadá           | 70               |                |           |                  |                  |  |        |             |             |        |                |              |             |  |
|  | Nueva Zelanda    | 36               |                |           |                  |                  |  |        |             |             |        |                |              |             |  |
|  | Nueva Zelanda    | 36               |                |           |                  |                  |  | Canadá | 57          |             |        |                |              |             |  |
|  |                  |                  |                |           |                  |                  |  | Canadá | 57          |             |        |                |              |             |  |
|  |                  |                  | Estados Unidos | 87        |                  |                  |  |        |             |             |        |                |              |             |  |
|  | Japón            | 64               | Estados Unidos | 87        |                  |                  |  |        |             |             |        |                |              |             |  |
|  | Japón            | 64               |                |           |                  |                  |  |        |             |             |        |                |              |             |  |
|  | Eslovenia        | 58               |                |           |                  |                  |  |        |             |             |        |                |              |             |  |
|  | Eslovenia        | 58               |                | Japón     | 38               |                  |  |        |             |             |        |                |              |             |  |
|  |                  |                  |                | Japón     | 38               |                  |  |        |             |             |        |                |              |             |  |
|  |                  |                  | Estados Unidos | 112       |                  |                  |  |        |             |             |        |                |              |             |  |
|  | Corea del Sur    | 29               | Estados Unidos | 112       |                  |                  |  |        |             |             |        |                |              |             |  |
|  | Corea del Sur    | 29               |                |           |                  |                  |  |        |             |             |        |                |              |             |  |
|  | Estados Unidos   | 114              |                |           |                  |                  |  |        |             |             |        |                |              |             |  |
|  | Estados Unidos   | 114              |                |           |                  |                  |  |        |             |             |        | Estados Unidos | 84           |             |  |
|  |                  |                  |                |           |                  |                  |  |        |             |             |        | Estados Unidos | 84           |             |  |
|  |                  |                  | España         | 62        |                  |                  |  |        |             |             |        |                |              |             |  |
|  | Bélgica          | 46               | España         | 62        |                  |                  |  |        |             |             |        |                |              |             |  |
|  | Bélgica          | 46               |                |           |                  |                  |  |        |             |             |        |                |              |             |  |
|  | Australia        | 63               |                |           |                  |                  |  |        |             |             |        |                |              |             |  |
|  | Australia        | 63               |                | Australia | 51               |                  |  |        |             |             |        |                |              |             |  |
|  |                  |                  |                | Australia | 51               |                  |  |        |             |             |        |                |              |             |  |
|  |                  |                  | España         | 62        |                  |                  |  |        |             |             |        |                |              |             |  |
|  | España           | 62               | España         | 62        |                  |                  |  |        |             |             |        |                |              |             |  |
|  | España           | 62               |                |           |                  |                  |  |        |             |             |        |                |              |             |  |
|  | Malí             | 56               |                |           |                  |                  |  |        |             |             |        |                |              |             |  |
|  | Malí             | 56               |                |           |                  |                  |  | España | 66          |             |        |                |              |             |  |
|  |                  |                  |                |           |                  |                  |  | España | 66          |             |        |                |              |             |  |
|  |                  |                  | Francia        | 59        |                  |                  |  |        |             |             |        |                |              |             |  |
|  | México           | 39               | Francia        | 59        |                  |                  |  |        |             |             |        |                |              |             |  |
|  | México           | 39               |                |           |                  |                  |  |        |             |             |        |                |              |             |  |
|  | Francia          | 86               |                |           |                  |                  |  |        |             |             |        |                |              |             |  |
|  | Francia          | 86               |                | Francia   | 63               |                  |  |        |             |             |        | Tercer lugar   | Tercer lugar |             |  |
|  |                  |                  |                | Francia   | 63               |                  |  |        |             |             |        | Tercer lugar   | Tercer lugar |             |  |
|  |                  |                  | Alemania       | 40        |                  |                  |  |        |             |             |        |                |              |             |  |
|  | Egipto           | 46               | Alemania       | 40        |                  |                  |  |        |             |             | Canadá | 82             |              |             |  |
|  | Egipto           | 46               |                |           |                  |                  |  |        |             |             | Canadá | 82             |              |             |  |
|  | Alemania         | 61               |                |           |                  |                  |  |        |             |             |        |                | Francia      | 84          |  |
|  | Alemania         | 61               |                |           |                  |                  |  |        |             |             |        |                | Francia      | 84          |  |
|  |                  |                  |                |           |                  |                  |  |        |             |             |        |                |              |             |  |

#### Octavos de final
| 13 de julio | México                                              | 39–86                              | Francia                                          | Debrecen |  |
| 12:00       | Parciales: 7-24, 9-28, 9-14, 14-20                  | Parciales: 7-24, 9-28, 9-14, 14-20 | Parciales: 7-24, 9-28, 9-14, 14-20               | |  |
|             | Estadísticas Mendoza 9 Mendoza 5 Navarro 3 Maciel 8 | Reporte Pts Reb Asts Val           | Estadísticas 14 Malonga 8 Kane 6 Cleante 20 Kane | Pabellón: Oláh Gábor Sports Hall Asistencia: 35 espectadores Árbitros: Felipe Ibarra Sofiane Si Youcef Kumiko Kumagai |  |

| 13 de julio | Bélgica                                                                        | 46–63                                 | Australia                                                        | Debrecen                                                                                               |  |
| 12:30       | Parciales: 12-12, 13-24, 10-17, 11-10                                          | Parciales: 12-12, 13-24, 10-17, 11-10 | Parciales: 12-12, 13-24, 10-17, 11-10                            | |  |
|             | Estadísticas Bruyndoncx 12 Bayart 11 Battiston, Courthiau, Hucorne 2 Bayart 15 | Reporte Pts Reb Asts Val              | Estadísticas 16 Juffermans 12 Petrie 3 Laditan 13 Hanson, Petrie | Pabellón: Főnix Aréna Asistencia: 50 espectadores Árbitros: Gvidas Gedvilas Amal Dahra Alan dos Santos |  |

| 13 de julio | Canadá                                                             | 70–36                                | Nueva Zelanda                                         | Debrecen                                                                                                |  |
| 15:00       | Parciales: 15-4, 18-11, 19-10, 18-11                               | Parciales: 15-4, 18-11, 19-10, 18-11 | Parciales: 15-4, 18-11, 19-10, 18-11                  | |  |
|             | Estadísticas Maria 17 Prosper 9 Prawl, Radocaj, Prosper 2 Prawl 16 | Reporte Pts Reb Asts Val             | Estadísticas 8 Tamilo 12 Taulelei 3 Cameron 10 Tamilo | Pabellón: Főnix Aréna Asistencia: 30 espectadores Árbitros: Kristian Páez Jacquiline Dover Özge Şentürk |  |

| 13 de julio | España                                           | 62–56                                 | Malí                                                 | Debrecen |  |
| 17:00       | Parciales: 17-12, 14-12, 17-21, 14-11            | Parciales: 17-12, 14-12, 17-21, 14-11 | Parciales: 17-12, 14-12, 17-21, 14-11                | |  |
|             | Estadísticas Martín 20 Fam 11 Martín 5 Martín 15 | Reporte Pts Reb Asts Val              | Estadísticas 13 Berthe 10 Toure 4 Samassekou 18 Sarr | Pabellón: Oláh Gábor Sports Hall Asistencia: 70 espectadores Árbitros: Beniamino Manuel Attard Ji Youn Lee Aya Khaled Ahmed |  |

| 14 de julio | Japón                                         | 64–58                                | Eslovenia                                            | Debrecen |  |
| 17:30       | Parciales: 16-18, 16-8, 16-11, 16-21          | Parciales: 16-18, 16-8, 16-11, 16-21 | Parciales: 16-18, 16-8, 16-11, 16-21                 | |  |
|             | Estadísticas Yagi 14 Yagi 7 Mitsugi 6 Yagi 18 | Reporte Pts Reb Asts Val             | Estadísticas 14 Zitek 8 Bartelme 4 Bartelme 14 Sivka | Pabellón: Oláh Gábor Sports Hall Asistencia: 60 espectadores Árbitros: Esperanza Mendoza Waseem Husainy Vladimir Jevtovic |  |

| 13 de julio | Hungría                                          | 82–53                                | Argentina                                              | Debrecen |  |
| 17:30       | Parciales: 22-13, 22-15, 21-8, 17-17             | Parciales: 22-13, 22-15, 21-8, 17-17 | Parciales: 22-13, 22-15, 21-8, 17-17                   | |  |
|             | Estadísticas Toman 21 Gábor 5 Bajzáth 5 Toman 27 | Reporte Pts Reb Asts Val             | Estadísticas 14 López 6 Hentschel 5 Amaya 14 Hetnschel | Pabellón: Főnix Aréna Asistencia: 200 espectadores Árbitros: Blaž Zupančič Norval Alfanscio Young Marion Ortis |  |

| 13 de julio | Egipto                                                | 46–61                                | Alemania                                           | Debrecen |  |
| 19:30       | Parciales: 14-18, 9-15, 11-14, 12-14                  | Parciales: 14-18, 9-15, 11-14, 12-14 | Parciales: 14-18, 9-15, 11-14, 12-14               | |  |
|             | Estadísticas Elalfy 15 Elalfy 13 Metwally 3 Elalfy 18 | Reporte Pts Reb Asts Val             | Estadísticas 33 Soltau 14 Soltau 7 Scheu 36 Soltau | Pabellón: Oláh Gábor Sports Hall Asistencia: 60 espectadores Árbitros: Michał Proc Jelena Smiljanic Diego Chiconato |  |

| 13 de julio | Corea del Sur                                                          | 29–114                             | Estados Unidos                                                    | Debrecen                                                                                                  |  |
| 20:00       | Parciales: 14-39, 6-30, 6-24, 3-21                                     | Parciales: 14-39, 6-30, 6-24, 3-21 | Parciales: 14-39, 6-30, 6-24, 3-21                                | |  |
|             | Estadísticas M. Lee, H. Ko 7 H. Ko 6 I. Yang, M. Lee, H. Ko 2 C. Kim 6 | Reporte Pts Reb Asts Val           | Estadísticas 14 Cunningham 15 Umeh 6 Hidalgo, Williams 21 Donovan | Pabellón: Főnix Aréna Asistencia: 140 espectadores Árbitros: Carsten Straube Péter Praksch Marek Kúkelčík |  |

### Cuadro por el 9º-16º lugar
|  | Partido 13.eɾ lugar | Partido 13.eɾ lugar |             |           | Semifinales 13º-16º | Semifinales 13º-16º |               |             | Cuartos de final 9º-16º | Cuartos de final 9º-16º |      |               | Semifinales 9º-12º | Semifinales 9º-12º |  |  | Partido 9º lugar | Partido 9º lugar |
|  |                     |                     |             |           |                     |                     |               |             |                         |                         |      |               |                    |                    |  |  |                  |                  |
|  |                     |                     |             |           |                     |                     |               |             | 15 de julio             |                         |      |               |                    |                    |  |  |                  |                  |
|  |                     |                     |             |           |                     |                     |               |             |                         |                         |      |               |                    |                    |  |  |                  |                  |
|  | 17 de julio         | 17 de julio         |             |           | 15 de julio         | 15 de julio         |               |             | Argentina               | 58                      |      |               | 15 de julio        | 15 de julio        |  |  | 17 de julio      | 17 de julio      |
|  | 17 de julio         | 17 de julio         |             |           | 15 de julio         | 15 de julio         |               |             | Argentina               | 58                      |      |               | 15 de julio        | 15 de julio        |  |  | 17 de julio      | 17 de julio      |
|  | 17 de julio         | 17 de julio         |             |           | 15 de julio         | 15 de julio         | Nueva Zelanda | 65          |                         |                         |      |               | 15 de julio        | 15 de julio        |  |  | 17 de julio      | 17 de julio      |
|  | 17 de julio         | 17 de julio         |             | Argentina | 55                  |                     | Nueva Zelanda | 65          |                         |                         |      | Nueva Zelanda | 49                 |                    |  |  | 17 de julio      | 17 de julio      |
|  | 17 de julio         | 17 de julio         | 15 de julio | Argentina | 55                  |                     |               |             |                         |                         |      | Nueva Zelanda | 49                 |                    |  |  | 17 de julio      | 17 de julio      |
|  | 17 de julio         | 17 de julio         |             |           | Corea del Sur       | 68                  |               |             | Eslovenia               | 83                      |      |               |                    |                    |  |  | 17 de julio      | 17 de julio      |
|  | 17 de julio         | 17 de julio         | Eslovenia   | 92        | Corea del Sur       | 68                  |               |             | Eslovenia               | 83                      |      |               |                    |                    |  |  | 17 de julio      | 17 de julio      |
|  | 17 de julio         | 17 de julio         | Eslovenia   | 92        |                     |                     |               |             |                         |                         |      |               |                    |                    |  |  | 17 de julio      | 17 de julio      |
|  | 17 de julio         | 17 de julio         |             |           | Corea del Sur       | 61                  |               |             |                         |                         |      |               |                    |                    |  |  | 17 de julio      | 17 de julio      |
|  | Corea del Sur       | 35                  |             |           | Corea del Sur       | 61                  | Eslovenia     | 75          |                         |                         |      |               |                    |                    |  |  |                  |                  |
|  | Corea del Sur       | 35                  | 15 de julio |           |                     |                     | Eslovenia     | 75          |                         |                         |      |               |                    |                    |  |  |                  |                  |
|  | Bélgica             | 81                  |             |           | Malí                | 66                  |               |             |                         |                         |      |               |                    |                    |  |  |                  |                  |
|  | Bélgica             | 81                  | Bélgica     | 55        | Malí                | 66                  |               |             |                         |                         |      |               |                    |                    |  |  |                  |                  |
|  |                     |                     | Bélgica     | 55        | 15 de julio         | 15 de julio         | 15 de julio   | 15 de julio |                         |                         |      |               |                    |                    |  |  |                  |                  |
|  |                     |                     | Malí        | 59        | 15 de julio         | 15 de julio         | 15 de julio   | 15 de julio |                         |                         |      |               |                    |                    |  |  |                  |                  |
|  | Partido 15º lugar   | Partido 15º lugar   | Malí        | 59        | Bélgica             | 88                  |               |             |                         |                         | Malí | 58            | Partido 11º lugar  | Partido 11º lugar  |  |  |                  |                  |
|  | Partido 15º lugar   | Partido 15º lugar   | 15 de julio |           | Bélgica             | 88                  |               |             |                         |                         | Malí | 58            | Partido 11º lugar  | Partido 11º lugar  |  |  |                  |                  |
|  | 17 de julio         | 17 de julio         |             |           | México              | 42                  |               |             | Egipto                  | 44                      |      |               | 17 de julio        | 17 de julio        |  |  |                  |                  |
|  | Argentina           | 68                  | México      | 57        | México              | 42                  | Nueva Zelanda | 47          | Egipto                  | 44                      |      |               |                    |                    |  |  |                  |                  |
|  | Argentina           | 68                  | México      | 57        |                     |                     | Nueva Zelanda | 47          |                         |                         |      |               |                    |                    |  |  |                  |                  |
|  | México              | 55                  |             |           | Egipto              | 67                  |               |             | Egipto                  | 69                      |      |               |                    |                    |  |  |                  |                  |

#### Cuartos de final del 9º–16º lugar
| 17 de julio | México                                            | 57–67                                | Egipto                                                           | Debrecen |  |
| 12:00       | Parciales: 7-20, 12-11, 15-19, 23-17              | Parciales: 7-20, 12-11, 15-19, 23-17 | Parciales: 7-20, 12-11, 15-19, 23-17                             | |  |
|             | Estadísticas Yáñez 13 Yáñez 15 Mendoza 4 Yáñez 21 | Reporte Pts Reb Asts Val             | Estadísticas 21 Elshebshery 13 Sallman 6 Metwally 22 Elshebshery | Pabellón: Oláh Gábor Sports Hall Asistencia: 35 espectadores Árbitros: James Griguol Mbaye Seye Özge Şentürk |  |

| 17 de julio | Bélgica                                                                   | 55–59                                | Malí                                                           | Debrecen |  |
| 14:30       | Parciales: 18-20, 16-13, 17-10, 4-16                                      | Parciales: 18-20, 16-13, 17-10, 4-16 | Parciales: 18-20, 16-13, 17-10, 4-16                           | |  |
|             | Estadísticas Bayart 16 Mukeba-Kasanda 10 Daelemans 7 Daelemans, Bayart 17 | Reporte Pts Reb Asts Val             | Estadísticas 14 Sarr 7 Mama Doumbia, Sarr 4 Samassekou 19 Sarr | Pabellón: Oláh Gábor Sports Hall Asistencia: 40 espectadores Árbitros: Vladimir Jevtovic Sofiane Si Youcef Micaela Prado |  |

| 17 de julio | Argentina                                     | 58–65                                 | Nueva Zelanda                                       | Debrecen |  |
| 17:00       | Parciales: 19-15, 11-12, 16-16, 12-22         | Parciales: 19-15, 11-12, 16-16, 12-22 | Parciales: 19-15, 11-12, 16-16, 12-22               | |  |
|             | Estadísticas Maggi13 López 9 Amaya 6 López 16 | Reporte Pts Reb Asts Val              | Estadísticas 15 Tamilo 10 Jones 5 Cameron 27 Tamilo | Pabellón: Oláh Gábor Sports Hall Asistencia: 22 espectadores Árbitros: Jelena Smiljanic Marek Kúkelčík Michał Proc |  |

| 17 de julio | Eslovenia                                         | 92–61                                 | Corea del Sur                                      | Debrecen |  |
| 19:30       | Parciales: 21-14, 27-13, 19-16, 25-18             | Parciales: 21-14, 27-13, 19-16, 25-18 | Parciales: 21-14, 27-13, 19-16, 25-18              | |  |
|             | Estadísticas Sivka 19 Bartelme 7 Sivka 6 Sivka 34 | Reporte Pts Reb Asts Val              | Estadísticas 16 Y. Heo 7 M. Lee 4 M. Lee 14 Y. Heo | Pabellón: Oláh Gábor Sports Hall Asistencia: 40 espectadores Árbitros: Beniamino Manuel Attard Jacquiline Dover Aya Khaled Ahmed |  |

#### Semifinales del 13º–16º lugar
| 17 de julio | Argentina                                               | 55–68                                | Corea del Sur                                     | Debrecen |  |
| 14:30       | Parciales: 10-24, 13-21, 11-16, 21-7                    | Parciales: 10-24, 13-21, 11-16, 21-7 | Parciales: 10-24, 13-21, 11-16, 21-7              | |  |
|             | Estadísticas López 11 López 9 Amaya, Fontana 2 Amaya 11 | Reporte Pts Reb Asts Val             | Estadísticas 19 S. Kim 9 H. Ko 9 Y. Heo 19 Y. Heo | Pabellón: Oláh Gábor Sports Hall Asistencia: 25 espectadores Árbitros: Norval Alfanscio Young James Griguol Kumiko Kumagai |  |

| 17 de julio | Bélgica                                                    | 88–42                                | México                                                                | Debrecen |  |
| 12:00       | Parciales: 27-10, 27-8, 19-12, 15-12                       | Parciales: 27-10, 27-8, 19-12, 15-12 | Parciales: 27-10, 27-8, 19-12, 15-12                                  | |  |
|             | Estadísticas Bruyndoncx 17 Bayart 14 Battiston 5 Bayart 22 | Reporte Pts Reb Asts Val             | Estadísticas 8 Zazueta, Mendoza 6 Yáñez, Zazueta 2 Mendoza 11 Zazueta | Pabellón: Oláh Gábor Sports Hall Asistencia: 26 espectadores Árbitros: Amal Dahra Diego Chiconato Aline García |  |

#### Semifinales del 9º–12º lugar
| 17 de julio | Nueva Zelanda                                                        | 49–83                                 | Eslovenia                                      | Debrecen |  |
| 19:30       | Parciales: 11-28, 10-20, 12-14, 16-21                                | Parciales: 11-28, 10-20, 12-14, 16-21 | Parciales: 11-28, 10-20, 12-14, 16-21          | |  |
|             | Estadísticas Brown, Williams 13 Brown 6 Cameron, Jones 2 Williams 16 | Reporte Pts Reb Asts Val              | Estadísticas 23 Zitek 8 Sivka 6 Stirn 28 Zitek | Pabellón: Oláh Gábor Sports Hall Asistencia: 55 espectadores Árbitros: Waseem Husainy Mbaye Seye Ji Youn Lee |  |

| 17 de julio | Malí                                                             | 58–44                                | Egipto                                                | Debrecen |  |
| 17:00       | Parciales: 25-14, 12-14, 11-5, 10-11                             | Parciales: 25-14, 12-14, 11-5, 10-11 | Parciales: 25-14, 12-14, 11-5, 10-11                  | |  |
|             | Estadísticas Berthe 14 Mama Doumbia 14 Mable Doumbia 3 Berthe 12 | Reporte Pts Reb Asts Val             | Estadísticas 13 Elalfy 12 Elalfy 7 Metwally 19 Elalfy | Pabellón: Oláh Gábor Sports Hall Asistencia: 30 espectadores Árbitros: Marek Kúkelčík Alan dos Santos Micaela Prado |  |

#### Partido por el 15º lugar
| 17 de julio | Argentina                                               | 68–55                                | México                                                 | Debrecen |  |
| 10:00       | Parciales: 15-16, 18-9, 16-19, 19-11                    | Parciales: 15-16, 18-9, 16-19, 19-11 | Parciales: 15-16, 18-9, 16-19, 19-11                   | |  |
|             | Estadísticas Maggi 21 Amaya, Giacone 9 Amaya 7 Maggi 16 | Reporte Pts Reb Asts Val             | Estadísticas 16 Zazueta 8 Mendoza 4 Navarro 15 Zazueta | Pabellón: Oláh Gábor Sports Hall Asistencia: 25 espectadores Árbitros: Blaž Zupančič Alan dos Santos Mbaye Seye |  |

#### Partido por el 13.º lugar
| 17 de julio | Corea del Sur                                            | 35–81                              | Bélgica                                                                                 | Debrecen |  |
| 12:30       | Parciales: 15-18, 6-22, 6-26, 8-15                       | Parciales: 15-18, 6-22, 6-26, 8-15 | Parciales: 15-18, 6-22, 6-26, 8-15                                                      | |  |
|             | Estadísticas Y. Heo 14 H. Ko 8 cinco jugadoras 1 H. Ko 8 | Reporte Pts Reb Asts Val           | Estadísticas 18 Bayart 14 Mukeba-Kasanda 6 Courthiau, Hucorne 24 Bayart, Mukeba-Kasanda | Pabellón: Oláh Gábor Sports Hall Asistencia: 15 espectadores Árbitros: Marek Kúkelčík Norval Alfanscio Young Sofiane Si Youcef |  |

#### Partido por el 11.º lugar
| 17 de julio | Nueva Zelanda                                                           | 47–69                               | Egipto                                                                    | Debrecen |  |
| 15:00       | Parciales: 8-22, 6-14, 18-13, 15-20                                     | Parciales: 8-22, 6-14, 18-13, 15-20 | Parciales: 8-22, 6-14, 18-13, 15-20                                       | |  |
|             | Estadísticas Jones 18 Tamilo 10 Leger-Walker, Cameron, Jones 2 Jones 16 | Reporte Pts Reb Asts Val            | Estadísticas 32 Elalfy 26 Elalfy 3 Ibrahim, J. Ahmed, S. Hassan 36 Elalfy | Pabellón: Oláh Gábor Sports Hall Asistencia: 27 espectadores Árbitros: Vladimir Jevtovic Diego Chiconato Ji Youn Lee |  |

#### Partido por el 9º lugar
| 17 de julio | Eslovenia                                         | 75–66                                | Malí                                                                        | Debrecen |  |
| 17:30       | Parciales: 18-19, 13-16, 19-9, 25-22              | Parciales: 18-19, 13-16, 19-9, 25-22 | Parciales: 18-19, 13-16, 19-9, 25-22                                        | |  |
|             | Estadísticas Valancic 18 Zitek 8 Zitek 7 Zitek 22 | Reporte Pts Reb Asts Val             | Estadísticas 31 Berthe 12 Mama Doumbia 3 Samassekou, Mama Doumbia 23 Berthe | Pabellón: Oláh Gábor Sports Hall Asistencia: 43 espectadores Árbitros: Felipe Ibarra Özge Şentürk Aya Khaled Ahmed |  |

### Cuadro por el 5º-8º lugar
|  | Semifinales 5º-8º | Semifinales 5º-8º |           |         | Partido 5º lugar | Partido 5º lugar |  |
|  | 16 de julio       | 16 de julio       |           |         | 17 de julio      | 17 de julio      |  |
|  |                   |                   |           |         |                  |                  |  |
|  |                   |                   |           |         |                  |                  |  |
|  | Hungría           | 67                |           |         |                  |                  |  |
|  | Hungría           | 67                |           |         |                  |                  |  |
|  | Japón             | 45                |           |         |                  |                  |  |
|  | Japón             | 45                |           | Hungría | 52               |                  |  |
|  |                   |                   |           | Hungría | 52               |                  |  |
|  |                   |                   | Australia | 72      |                  |                  |  |
|  | Australia         | 75                | Australia | 72      |                  |                  |  |
|  | Australia         | 75                |           |         |                  |                  |  |
|  | Alemania          | 72                |           |         | Partido 7º lugar | Partido 7º lugar |  |
|  | Alemania          | 72                |           |         | Partido 7º lugar | Partido 7º lugar |  |
|  |                   |                   |           |         |                  |                  |  |
|  |                   |                   |           |         | Japón            | 50               |  |
|  |                   |                   |           |         | Japón            | 50               |  |
|  |                   |                   |           |         | Alemania         | 59               |  |
|  |                   |                   |           |         | Alemania         | 59               |  |
|  |                   |                   |           |         |                  |                  |  |

#### Semifinales del 5º–8º lugar
| 16 de julio | Hungría                                   | 67–45                               | Japón                                                       | Debrecen                                                                                          |  |
| 15:00       | Parciales: 24-7, 17-10, 20-13, 6-15       | Parciales: 24-7, 17-10, 20-13, 6-15 | Parciales: 24-7, 17-10, 20-13, 6-15                         |                                                                                                   |  |
|             | Estadísticas Aho 12 Dobó 7 Toman 5 Aho 15 | Reporte Pts Reb Asts Val            | Estadísticas 15 Yagi 5 Ueno, Oue 2 Shimoda, Shibata 13 Yagi | Pabellón: Főnix Hall Asistencia: 30 espectadores Árbitros: Michał Proc Blaž Zupančič Özge Şentürk |  |

| 16 de julio | Australia                                                          | 75–72                                 | Alemania                                                 | Debrecen |  |
| 12:30       | Parciales: 21-21, 16-19, 22-14, 16-18                              | Parciales: 21-21, 16-19, 22-14, 16-18 | Parciales: 21-21, 16-19, 22-14, 16-18                    | |  |
|             | Estadísticas Clark 15 Juffermans 10 Shiels, Juffermans 5 Shiels 20 | Reporte Pts Reb Asts Val              | Estadísticas 27 Soltau 8 Soltau 4 Rolf, Soltau 25 Soltau | Pabellón: Főnix Hall Asistencia: 150 espectadores Árbitros: Esperanza Mendoza Jelena Smiljanic Marion Ortis |  |

#### Partido por el 7º lugar
| 17 de julio | Hungría                                                               | 52–72                                | Australia                                               | Debrecen                                                                                         |  |
| 15:00       | Parciales: 13-19, 12-14, 23-21, 4-18                                  | Parciales: 13-19, 12-14, 23-21, 4-18 | Parciales: 13-19, 12-14, 23-21, 4-18                    |                                                                                                  |  |
|             | Estadísticas Strausz 13 Kastl, Albert, Strausz 4 Bajzáth 3 Strausz 17 | Reporte Pts Reb Asts Val             | Estadísticas 20 Juffermans 9 Petrie 10 Shiels 23 Shiels | Pabellón: Főnix Hall Asistencia: 30 espectadores Árbitros: Kristian Páez Amal Dahra Aline García |  |

#### Partido por el 5º lugar
| 17 de julio | Japón                                           | 50–59                                 | Alemania                                       | Debrecen |  |
| 12:30       | Parciales: 14-22, 11-10, 13-14, 12-13           | Parciales: 14-22, 11-10, 13-14, 12-13 | Parciales: 14-22, 11-10, 13-14, 12-13          | |  |
|             | Estadísticas Higashi 16 Oue 8 Shimoda 3 Yagi 15 | Reporte Pts Reb Asts Val              | Estadísticas 18 Soltau 14 Rolf 3 Scheu 20 Rolf | Pabellón: Főnix Hall Asistencia: 200 espectadores Árbitros: Beniamino Manuel Attard James Griguol Marion Ortis |  |

### Fase Final

#### Cuartos de final
| 15 de julio | Australia                                                           | 51–62                                 | España                                             | Debrecen                                                                                                |  |
| 12:30       | Parciales: 14-19, 10-19, 13-13, 14-11                               | Parciales: 14-19, 10-19, 13-13, 14-11 | Parciales: 14-19, 10-19, 13-13, 14-11              | |  |
|             | Estadísticas Juffermans, Petrie 12 Juffermans 12 Shiels 3 Petrie 19 | Reporte Pts Reb Asts Val              | Estadísticas 12 Fam, Valero 17 Fam 7 Martín 29 Fam | Pabellón: Főnix Aréna Asistencia: 120 espectadores Árbitros: Felipe Ibarra Waseem Husainy Blaž Zupančič |  |

| 15 de julio | Francia                                                       | 63–40                               | Alemania                                                               | Debrecen                                                                                               |  |
| 15:00       | Parciales: 20-4, 16-7, 16-11, 11-18                           | Parciales: 20-4, 16-7, 16-11, 11-18 | Parciales: 20-4, 16-7, 16-11, 11-18                                    | |  |
|             | Estadísticas Malonga 16 Malonga 8 Dursus, Salahy 3 Malonga 17 | Reporte Pts Reb Asts Val            | Estadísticas 11 Soltau 6 Fox, Djuela 2 Aigner, Diala, Soltau 14 Djuela | Pabellón: Főnix Aréna Asistencia: 50 espectadores Árbitros: Gvidas Gedvilas Péter Praksch Aline García |  |

| 15 de julio | Hungría                                                 | 49–70                                | Canadá                                                | Debrecen |  |
| 17:30       | Parciales: 18-19, 9-14, 11-19, 11-18                    | Parciales: 18-19, 9-14, 11-19, 11-18 | Parciales: 18-19, 9-14, 11-19, 11-18                  | |  |
|             | Estadísticas Dobó 14 Strausz, Toman 7 Bajzáth 6 Dobó 18 | Reporte Pts Reb Asts Val             | Estadísticas 21 Prosper 14 Fournier 3 Gibb 23 Prosper | Pabellón: Főnix Aréna Asistencia: 400 espectadores Árbitros: Esperanza Mendoza Carsten Straube Alan dos Santos |  |

| 15 de julio | Japón                                                   | 38–112                              | Estados Unidos                                           | Debrecen |  |
| 20:00       | Parciales: 7-43, 12-30, 9-18, 10-21                     | Parciales: 7-43, 12-30, 9-18, 10-21 | Parciales: 7-43, 12-30, 9-18, 10-21                      | |  |
|             | Estadísticas Higashi 13 Kadowaki 5 Shimoda 2 Higashi 10 | Reporte Pts Reb Asts Val            | Estadísticas 25 Watkins 9 Watkins 7 Cambridge 32 Watkins | Pabellón: Főnix Aréna Asistencia: 100 espectadores Árbitros: Kristian Páez Amal Dahra Norval Alfanscio Young |  |

#### Semifinales
| 16 de julio | España                                       | 66–59                                 | Francia                                                           | Debrecen |  |
| 17:30       | Parciales: 11-20, 15-13, 17-15, 23-11        | Parciales: 11-20, 15-13, 17-15, 23-11 | Parciales: 11-20, 15-13, 17-15, 23-11                             | |  |
|             | Estadísticas Martín 20 Fam 9 Martín 7 Fam 24 | Reporte Pts Reb Asts Val              | Estadísticas 21 Malonga 14 Malonga 5 Cleante, Saulnier 27 Malonga | Pabellón: Főnix Aréna Asistencia: 200 espectadores Árbitros: Beniamino Manuel Attard Kristian Páez Jacquiline Dover |  |

| 16 de julio | Canadá                                                | 57–87                                | Estados Unidos                                                              | Debrecen                                                                                                   |  |
| 20:00       | Parciales: 9-27, 17-18, 16-22, 15-20                  | Parciales: 9-27, 17-18, 16-22, 15-20 | Parciales: 9-27, 17-18, 16-22, 15-20                                        | |  |
|             | Estadísticas Prosper 11 Prosper 10 Maria 5 Prosper 15 | Reporte Pts Reb Asts Val             | Estadísticas 14 Randolph 9 Watkins 7 Cambridge 17 Cambridge, Watkins, Cheli | Pabellón: Főnix Aréna Asistencia: 150 espectadores Árbitros: Felipe Ibarra Péter Praksch Vladimir Jevtovic |  |

#### Partido por la medalla de bronce
| 17 de julio | Canadá                                                     | 82–84                                 | Francia                                                | Debrecen |  |
| 17:30       | Parciales: 20-23, 17-22, 25-18, 20-21                      | Parciales: 20-23, 17-22, 25-18, 20-21 | Parciales: 20-23, 17-22, 25-18, 20-21                  | |  |
|             | Estadísticas Gibb 25 Fournier 7 Prosper, Gibb 5 Prosper 20 | Reporte Pts Reb Asts Val              | Estadísticas 28 Malonga 17 Malonga 5 Salahy 35 Malonga | Pabellón: Főnix Aréna Asistencia: 150 espectadores Árbitros: Esperanza Mendoza Péter Praksch Jacquiline Dover |  |

#### Final
| 17 de julio | Estados Unidos                                                   | 84–62                                 | España                                       | Debrecen |  |
| 20:00       | Parciales: 24-13, 12-13, 21-18, 27-18                            | Parciales: 24-13, 12-13, 21-18, 27-18 | Parciales: 24-13, 12-13, 21-18, 27-18        | |  |
|             | Estadísticas Cambridge 16 Cunningham 10 Cambridge 9 Cambridge 25 | Reporte Pts Reb Asts Val              | Estadísticas 14 Martín 8 Fam 8 Martín 13 Fam | Pabellón: Főnix Aréna Asistencia: 800 espectadores Árbitros: Gvidas Gedvilas Carsten Straube Waseem Husainy |  |

| Bandera de Estados Unidos         |
| Campeón Estados Unidos 5.° título |

## Medallero
| España | Estados Unidos | Francia |

## Clasificación final
| Pos.              | Equipo         | Balance |
| ----------------- | -------------- | ------- |
| Medalla de oro    | Estados Unidos | 7 - 0   |
| Medalla de plata  | España         | 6 - 1   |
| Medalla de bronce | Francia        | 6 - 1   |
| 4º                | Canadá         | 4 - 3   |
| 5º                | Australia      | 4 - 3   |
| 6º                | Hungría        | 5 - 2   |
| 7º                | Alemania       | 4 - 3   |
| 8º                | Japón          | 2 - 5   |
| 9º                | Eslovenia      | 5 - 2   |
| 10º               | Malí           | 2 - 5   |
| 11º               | Egipto         | 3 - 4   |
| 12º               | Nueva Zelanda  | 2 - 5   |
| 13º               | Bélgica        | 4 - 3   |
| 14º               | Corea del Sur  | 1 - 6   |
| 15º               | Argentina      | 1 - 6   |
| 16º               | México         | 0 - 7   |

### Equipo ideal
- Mejor jugadora del campeonato —MVP—: Juju Watkins ( Estados Unidos) [1]

| Posición | Nombre            | País           |
| -------- | ----------------- | -------------- |
| Base     | Iyana Martín      | España         |
| Escolta  | JuJu Watkins      | Estados Unidos |
| Escolta  | Jaloni Cambridge  | Estados Unidos |
| Alero    | Cassandre Prosper | Francia        |
| Pivot    | Dominique Malonga | Francia        |